# Luigi Stefano Giarda

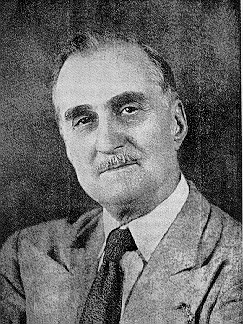
Luigi Stefano Giarda

Luigi Stefano Giarda (* 19. März 1868 in Cassolnovo; † 3. Januar 1952 in Viña del Mar) war ein italienischer Komponist, Cellist und Musikpädagoge.
Giarda hatte ersten Musikunterricht bei seinem Vater, der Organist war. Zehnjährig dirigierte er in der Kathedrale von Cassolnovo eine Messe für Solisten, Chor und Orchester, wobei er die Sopransoli selbst sang. 1879–80 studierte er Cello am Konservatorium von Venedig, wo sein Bruder Francesco Giarda als Professor für Klavier wirkte. Hier lernte er Franz Liszt kennen, und es entstand seine erste Komposition Mazurka a la Chopin, die er der Pianistin Darsi Flora widmete. Von 1881 bis 1889 studierte er am Konservatorium von Mailand bei Giuseppe Magrini (Cello), Alfredo Catalani (Komposition), Vico Ridolfi (Klavier) und Michele Saladino (Harmonielehre, Kontrapunkt und Fuge). Er lernte hier Giacomo Puccini kennen, der gerade sein Studium abschloss, und spielte das Cello in dessen Abschlusswerk Preludio sinfónico.
1884 wurde Giarda Cellist im Orchester des Teatro alla Scala in Mailand. Im gleichen Jahr präsentierte ihn sein Lehrer Magrini erfolgreich der Öffentlichkeit als Cellosolist mit einem Cellokonzert von Luigi Boccherini. Nach dem Abschluss seines Studiums reiste Giarda als Cellosolist durch Europa und widmete sich verstärkt der Komposition. 1897 wurde er Professor für Violoncello und Kammermusik am Konservatorium Neapel. Am Real Teatro Mercadante wurde 1898 seine Oper Reietto nach einem Libretto von Ida Baccini unter Leitung des Komponisten uraufgeführt.
1899 wurde er Mitglied des Cuarteto Ferni, eines der bedeutendsten italienischen Streichquartette des ausgehenden 19. Jahrhunderts, dem zu der Zeit die Geiger Angelo Ferni und Ignazio Pascarella und der Bratschist Salvatore Caiati angehörten. Bei der Weltausstellung Paris 1900 erhielt er für seine Komposition Del capotasto, estudios para violoncello eine Goldmedaille.
1905 reiste Giarda nach Chile. In Santiago gründete und leitete er die Sociedad Orquestal La Opera und wurde 1906 Musikprofessor am Conservatorio Nacional de Música y Declamación. Mit dem Pianisten Bindo Paoli, den Geigern José Varalla und Julio Guerra und dem Bratscher Alberto Ceradelli gründete er das Trio Giarda. Das "Trio" führte neben Werken zeitgenössischer europäischer Komponisten wie Alfredo Catalani, Giuseppe Martucci, Ferruccio Busoni, Alfredo Casella, Alessandro Longo, Antonio Bazzini, Edvard Grieg, Claude Debussy und Maurice Ravel, auch Werke chilenischer Komponisten wie Pedro Humberto Allende Sarón, Enrique Soro Barriga, Alfonso Leng und María Luisa Sepúlveda auf. 1908 gewann er mit Oberturas Romántica einen mit 3.000 $ dotierten Preis des Consejo Superior de Bellas Artes. 1910 wurde seine Oper Lord Byron am Teatro Municipal von Santiago uraufgeführt.
Als Professor für Musik unterrichtete Giarda u. a. die Sängerinnen Amanda Cruzat, Lidia Saavedra, Giordano de Valencia, María Ramírez, Marta Toledo, María López und Mercedes Neumann. 1913 wurde er für seine Cuatro piezas mit einer Goldmedaille für Komposition ausgezeichnet, und der Präsident Ramón Barros Luco lud ihn zur Zeremonie der Grundsteinlegung der neuen Nationalbibliothek ein. Im Dezember des Jahres fand ein großes Sinfoniekonzert zu seinen Ehren im Theatro Unión Central statt. 1916 gründete er das Orquesta Blanca, das unter Leitung seiner Schülerin María Luisa Sepúlveda Maida bei seinem Eröffnungskonzert Werke der chilenischen Komponisten Alfonso Leng, Javier Rengifo, Enrique Soro Barriga, Próspero Bisquertt, Pedro Humberto Allende Sarón und Giarda selbst (der als chilenischer Komponist angesehen wurde) aufführte.
1917 übernahm Giarda die Leitung der Academia Musical de Chile, 1919 wurde er stellvertretender Direktor des Conservatorio Nacional de Música. Im Folgejahr veröffentlichte er den Tratado de armonía. 1921 dirigierte er das Orchester des Teatro Municipal bei einem Konzert mit dem Pianisten Claudio Arrau. Im gleichen Jahr wurde am Teatro Municipal zum 600. Todestag von Dante Alighieri seine dramatische Szene Sul Mare für Solisten, Frauenchor und großes Orchester aufgeführt. 1922 wurde er als Caballero de la Corona de Italia ausgezeichnet.
Nach Auseinandersetzungen um die Reform des Conservatorio Nacional 1928 konzentrierte sich Giarda auf seine Tätigkeit als Komponist und Musikinterpret. 1933 heiratete er seine ehemalige Schülerin Amanda Cruzat. In den nächsten Jahren zog er sich zunehmend aus der Öffentlichkeit zurück. 1951 entstanden als sein letztes Werk und Opus 514 fünf Lieder für Mezzosopran, Frauenchor und Klavier unter dem Titel Flor de mayo.

## Werke
- Fantasma, sinfonische Dichtung
- Pequeña suite
- Preludio für Orchester
- Baccanale für Orchester
- Piccola danza für Orchester
- Marcha triunfal für Orchester
- Concertstück für Cello und Orchester
- Sonata in stile antico
- Los enanos
- Alba für Chor und Orchester, Text von Ida Maria Baccini
- En la tarde, Text von Carlos Walker Martínez
- Mon amour était mort, Romanze für Sopran und Kammerorchester
- La mattinata dell'anno nuovo für Sopran, Violine und Cello
- Reietto, Oper, 1893
- Lord Byron, Oper, 1901
- Obertura romántica, 1907
- Suite campestre, 1907
- Ave María, 1908
- Tres Scherzi, 1910
- La vita, sinfonische Dichtung, 1913
- Sul Mare, dramatische Szene, 1914
- Inno a Satana für Chor und Orchester, Text von Giovanni Carducci, 1914
- Suite, 1915
- A orillas del mar sinfonische Dichtung, 1916–18
- Más allá de la muerte, sinfonische Dichtung, 1922
- Meciendo für Mezzosopran, Frauenchor und Klavier, Text von Gabriela Mistral, 1934
- Himno al Liceo de Niñas de Talca, Text von Amanda Cruzat, 1934
- Canción de cuna für Sopran, Frauenchor und Klavier, Text Gabriela Mistral, 1934
- Berceuse, 1935
- Le risate, humoristisches Lied für Sopran, Frauenchor und Klavier, Text von Sancio Pancetta, 1937
- La alegre canción de la montaña, Text von Amado Nervo, 1937
- Canción del Rotary Club de Quillota, Text von Alejandro Vásquez, 1942
- Himno a la mujer, Text von Victoria Barrios, 1942
- Noche blanca für Sopran, Violine und Klavier, Text von Juan Manuel Rodríguez, 1942
- Dedica für Alt, Cello und Klavier, 1944
- Himno masónico, Text von Tomás de la Barra, 1949
- O tu che siedi all'ombra, Text von Fausto Salvatori, 1950
- Flor de mayo, Text von Amado Nervo, 1951

## Quelle
- Iván Barrientos Garrido: "Luigi Stefano Giarda. Una luz en la historia de la música chilena"

| Personendaten    | Personendaten                                      |
| ---------------- | -------------------------------------------------- |
| NAME             | Giarda, Luigi Stefano                              |
| KURZBESCHREIBUNG | italienischer Komponist, Cellist und Musikpädagoge |
| GEBURTSDATUM     | 19. März 1868                                      |
| GEBURTSORT       | Cassolnovo                                         |
| STERBEDATUM      | 3. Januar 1952                                     |
| STERBEORT        | Viña del Mar                                       |